# Xavier Gélin
Xavier Gélin (Parigi, 21 giugno 1946 – Parigi, 2 giugno 1999) è stato un attore e regista francese.

## Biografia
Figlio della star del cinema francese Daniel Gélin e dell'attrice  Danièle Delorme, Xavier Gélin era fratellastro di Fiona Gélin e Maria Schneider, anche loro attrici.
Interpretò ruoli secondari in più di 20 film, tra cui Le folli avventure di Rabbi Jacob (1973) di Gérard Oury, con Louis de Funès. Recitò anche in Non tirate il diavolo per la coda (1969) di Philippe de Broca (1969), e L'avventura è l'avventura (1972) di Claude Lelouch. Altri successi includono Lo schiaffo (1974) e Il tempo delle mele 2 (1982), entrambi di Claude Pinoteau.
Morì di cancro nel 1999, all'età di 52 anni.

## Filmografia

### Attore

#### Cinema
- Sciarada alla francese (Cherchez l'idole), regia di Michel Boisrond (1963)
- Una notte per 5 rapine (Mise à sac), regia di Alain Cavalier (1967)
- Non tirate il diavolo per la coda (Le diable par la queue), regia di Philippe de Broca (1969)
- La maison de campagne, regia di Jean Girault (1969)
- Les yeux de l'été, regia di Paule Sengissen - cortometraggio (1969)
- L'orso e la bambola (L'ours et la poupée), regia di Michel Deville (1970)
- L'incredibile storia di Martha Dubois (Macédoine), regia di Jacques Scandelari (1971)
- All'ovest di Sacramento (Le juge), regia di Federico Chentrens e Jean Girault (1971)
- La ville-bidon, regia di Jacques Baratier (1971)
- L'avventura è l'avventura (L'aventure, c'est l'aventure), regia di Claude Lelouch (1972)
- Absences répétées, regia di Guy Gilles (1972)
- Alto, biondo e... con una scarpa nera (Le grand blond avec une chaussure noire), regia di Yves Robert (1972)
- Ras le bol, regia di Michel Huisman (1973)
- Le folli avventure di Rabbi Jacob (Les aventures de Rabbi Jacob), regia di Gérard Oury (1973)
- Se gli altri sparano... io che c'entro!? (Je sais rien, mais je dirai tout), regia di Pierre Richard (1973)
- L'idolo della città (Salut l'artiste), regia di Yves Robert (1973)
- S.P.Y.S., regia di Irvin Kershner (1974)
- Lo schiaffo (La gifle), regia di Claude Pinoteau (1974)
- Il grande biondo (Le retour du grand blond), regia di Yves Robert (1974)
- On peut le dire sans se fâcher, regia di Roger Coggio (1978)
- Quanto rompe mia moglie (Vas-y maman), regia di Nicole de Buron (1978)
- Una donna semplice (Une histoire simple), regia di Claude Sautet (1978)
- Signé Furax, regia di Marc Simenon (1981)
- Il tempo delle mele 2 (La boum 2), regia di Claude Pinoteau (1982)
- Les cigognes n'en font qu'à leur tête, regia di Didier Kaminka (1989)
- Promotion canapé, regia di Didier Kaminka (1990)
- Les amies de ma femme, regia di Didier Van Cauwelaert (1992)
- Roulez jeunesse!, regia di Jacques Fansten (1993)

#### Televisione
- Les saintes chéries – serie TV, 6 episodi (1971)
- Tang – serie TV (1971)
- Un enfant dans la ville, regia di Pierre Sisser - film TV (1971)
- Les sous-locs, regia di Jean-Paul Sassy - film TV (1972)
- Le noctambule, regia di Philippe Arnal - film TV (1973)
- Bonjour Paris – serie TV (1976)
- Bergeval père et fils – serie TV (1977)
- Le temps des as – miniserie TV (1978)
- Perché Patricia? (Pourquoi Patricia?), regia di Guy Jorré - film TV (1979)
- Cinéma 16 – serie TV, 2 episodi (1979-1980)
- Les enquêtes du commissaire Maigret – serie TV, episodi 1x48 (1981)
- Martine Verdier – miniserie TV (1981)
- Jeu de quilles, regia di Henri Helman - film TV (1983)
- Il faut marier Julie, regia di Marc Marino - film TV (1983)

### Regista

#### Cinema
- Coup de jeune (1993)
- L'homme idéal (1997)